# Zarechni (Výselki)
Zarechni (en ruso: Заречный) es un posiólok del raión de Výselki del krai de Krasnodar, en Rusia. Está situado en la orilla derecha del río Beisuzhok Primero, afluente del río Beisug, 17 km al norte de Výselki y 90 km al nordeste de Krasnodar, la capital del krai. Tenía 1 761 habitantes en 2010
Pertenece al municipio Berezánskoye.

## Transporte
Por la localidad pasa la carretera federal M4 Don.